# Shinkolobwe
Shinkolobwe est une localité et une mine d'uranium, de cobalt et de cuivre située à 25 km à l'ouest de la ville de Likasi et à 130 km à l'est de la ville de Kolwezi dans le territoire de Kambove (région de Katanga) en République démocratique du Congo. La ville de Shinkolobwe comptait à l'époque environ 15 000 habitants.
La mine a fourni l'uranium de la bombe atomique larguée à Hiroshima en août 1945. Officiellement fermée depuis les années 1960 et gardée par l'armée congolaise jusqu'en 1997, la mine est gérée par la Gécamines, puis par Areva à partir de 2009. Depuis 2006, des médias français et britanniques ont dénoncé des trafics internationaux d'uranium dont l'origine proviendrait de Shinkolobwe.

## Historique

### Exploitation du radium
Le site intéressa l'Union Minière du Haut Katanga dès 1906. Elle ne l'exploita pas immédiatement parce que la teneur en cuivre des échantillons recueillis se révéla trop faible.
En 1915, le major Robert Rich Sharp (1881-1958), chargé d'en délimiter la concession, y découvre un minerai jaune qui se révèle uranifère. Des tranchées d'exploration confirment la découverte d'un gîte riche en oxyde d'uranium et en plomb,.
Il faut attendre la fin de la Première Guerre mondiale pour que Edgar Sengier ordonne la poursuite de l'exploration en 1921. En mai, les premières tonnes de minerai sont envoyées à Panda. À la fin de cette année-là, une centaine de tonnes ont déjà été envoyées en Belgique.
À l'époque, l'intérêt des minerais uranifères tient à leur teneur en radium. Élément extrêmement rare, utilisé en curiethérapie, il vaut une fortune. L'uranium, quant à lui ne sert qu'à la teinture de verres et de céramiques. L'Union minière confiera l'extraction du radium à la Société Générale Métallurgique de Hoboken (SGMH) dans son usine de Olen. Ce sont MM. Joseph Leemans et Clérin qui mettront le procédé au point. La teneur en radium du minerai de Shinkolobwe, très élevée en comparaison de la teneur d'autres minerais, ne représente cependant qu'une part pour quinze millions. Shinkolobwe et Olen feront de la Belgique le plus gros producteur de radium au monde.
Entre les deux guerres, plusieurs centaines de grammes seront produits. Outre la curiethérapie, le radium trouve une application dans la réalisation de cadrans radioluminescents où il est mélangé à du sulfure de zinc. Ce qui, avec la guerre qui approche, est déjà stratégique.

### Exploitation d'uranium
Sengier, qui pressent l'importance de l'uranium dans le futur en met une grande partie (450 tonnes) à l'abri de l'Allemagne nazie en l'envoyant aux États-Unis.
Les Américains ayant besoin de plus en plus d'uranium pour le Projet Manhattan exerceront des pressions dès 1942 pour faire rouvrir la mine que l'Union Minière avait fermée en 1937, pensant disposer d'un stock suffisant de radium pour de nombreuses années. Les négociations dureront des années car l'Union Minière ne voulait pas être dépossédée à vil prix d'un matériau dont elle percevait la valeur future.
C'est du gisement de Shinkolobwe que fut extrait l'uranium qui permit aux États-Unis de construire la bombe atomique lancée sur Hiroshima, celle lancée sur Nagasaki étant à base de plutonium issu de réacteurs nucléaires, eux-mêmes alimentés par le combustible uranium.
L'uranium fut vendu aux Américains dans le cadre du projet Manhattan par Edgar Sengier, le directeur de l'Union Minière du Haut Katanga qui avait eu l'intuition de l'importance de l'uranium et avait fait transporter 1 500 tonnes de minerai à New York dès 1939. Officiellement la mine d'uranium est fermée depuis 1960 à cause du coût d'exploitation et de sa dangerosité (le 9 novembre 1954, 27 travailleurs congolais y perdirent la vie).

### Fermeture et trafic illégal
La mine est officiellement fermée depuis les années 1960, et gardée par l'armée congolaise jusqu'en 1997. Selon Global Witness, de 1998 à 2002, la mine est protégée par les troupes alliées du Zimbabwe.
En janvier 2004, le gouvernement congolais interdit officiellement l'extraction artisanale dans la mine, une décision qui n'eut pas d'effet concret. Le 8 juillet 2004, un éboulement cause la mort de 8 personnes. À la suite de cet incident, la Mission des Nations unies au Congo propose son aide, refusée par les autorités du district du Haut-Katanga. Le nombre de mineurs illégaux travaillant dans la mine est alors estimé à 15 000. Si l'extraction d'uranium est officiellement depuis longtemps abandonnée, la mine est toujours exploitable pour le cobalt.
En août 2006, l’hebdomadaire britannique Sunday Times révèle un trafic d'uranium provenant du Katanga vers le port de Bandar Abbas en Iran, via le port tanzanien de Dar es-Salaam ou celui, sud-africain, de Durban. L'article affirme que les douaniers tanzaniens auraient saisi un chargement d'uranium 238 le 22 octobre 2005. Chargement que l'Iran aurait importé du Congo (RDC). Les autorités iraniennes et congolaises démentent ces allégations, et le gouverneur du Katanga, Urbain Ngoy Kisula, demande la mise en place d'une commission d'enquête.

### Reprise par Areva
Le 26 mars 2008, lors de la visite du président Nicolas Sarkozy, un accord a été signé entre le Ministre congolais des Mines et la présidente du directoire d'Areva Anne Lauvergeon, lequel porte sur la recherche et l’exploitation de l’uranium sur le sol congolais.
En mars 2009, l’État congolais a signé avec le groupe nucléaire français Areva un accord donnant à cette société le monopole sur l’exploration et l’exploitation de l’uranium sur l'ensemble du territoire de République Démocratique du Congo, dont le gisement de Shinkolobwe,.
En 2009, une enquête du grand reporter Patrick Forestier met au jour des trafics d'uranium à Shinkolobwe. En 2017, la mine était toujours à l'arrêt.

## Minéraux provenant de Shinkolobwe

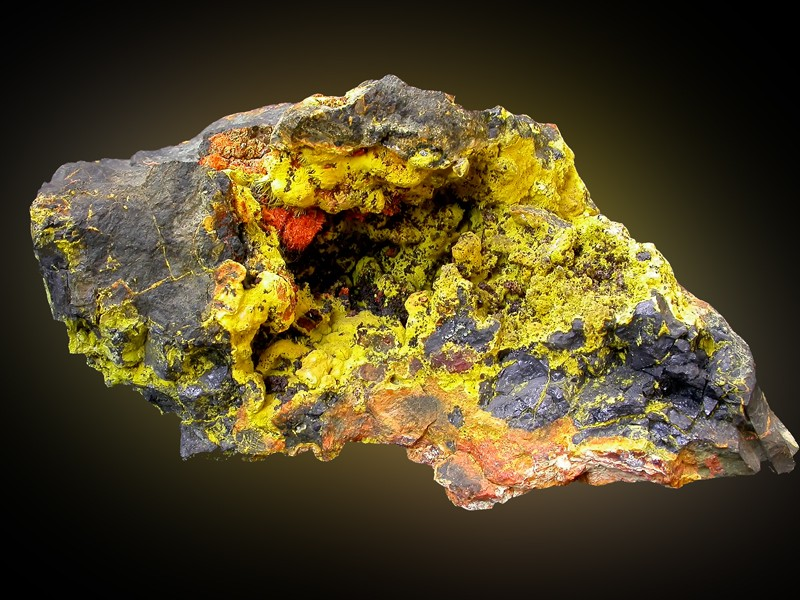
Gros et ancien échantillon de schoepite-curite-pechblende. Très lourde, car sa matrice est de la pechblende pure (gris acier).
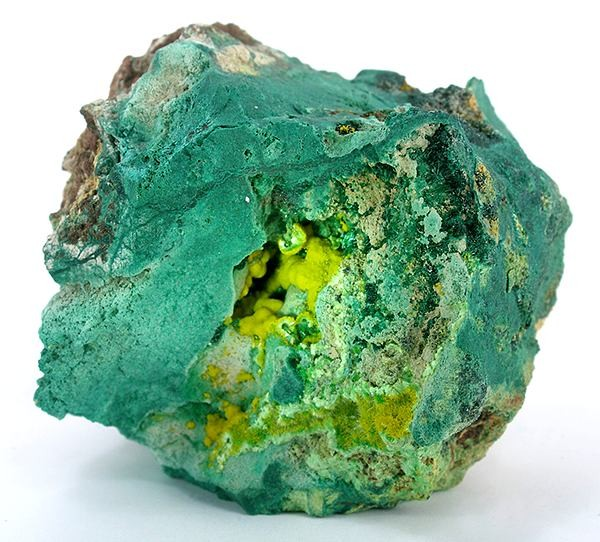
Uranophane dans un échantillon de malachite
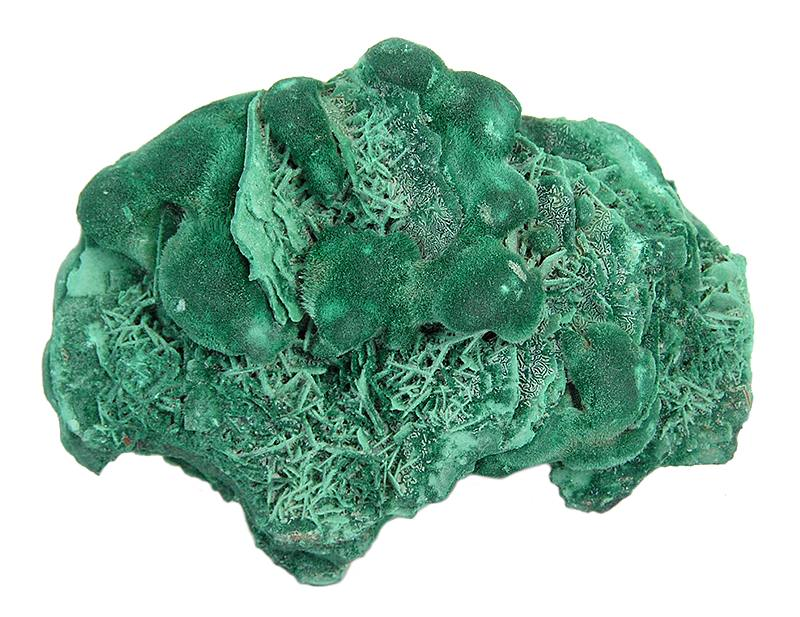
Baryte, Malachite
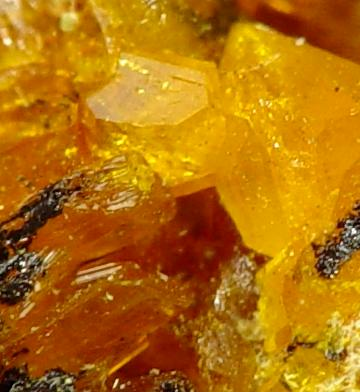
Becquerélite, Billiétite
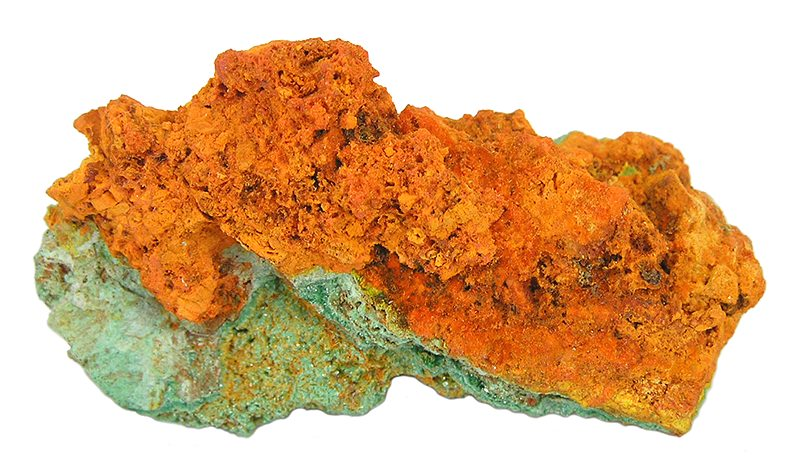
Curite, Dewindtite, Parsonsite, Torbernite
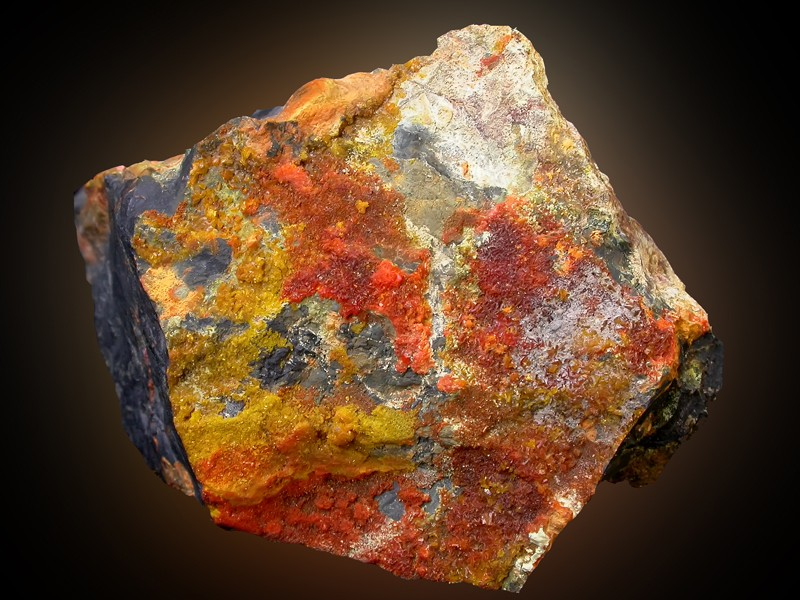
Fourmariérite, Becquerélite, Uraninite
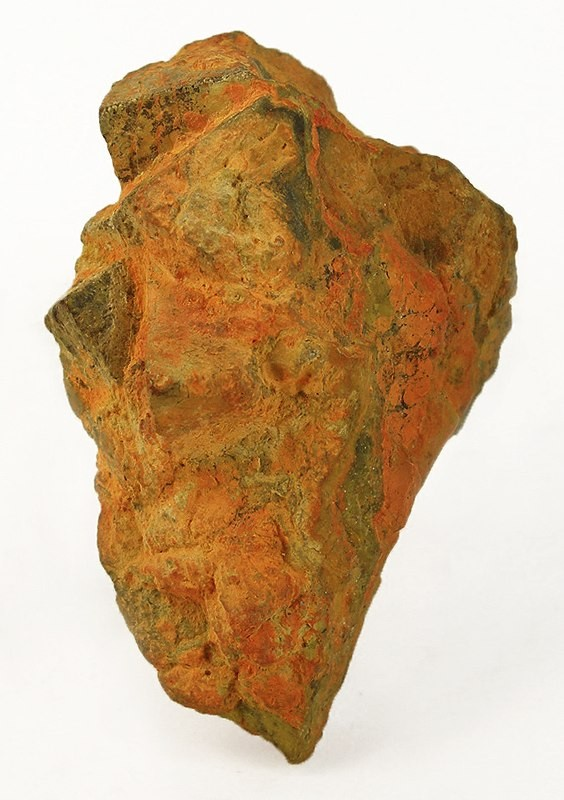
Masuyite, Uraninite
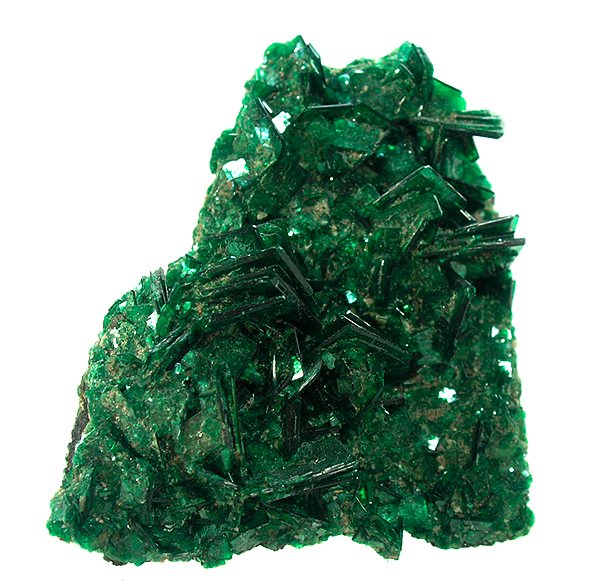
Métatorbernite
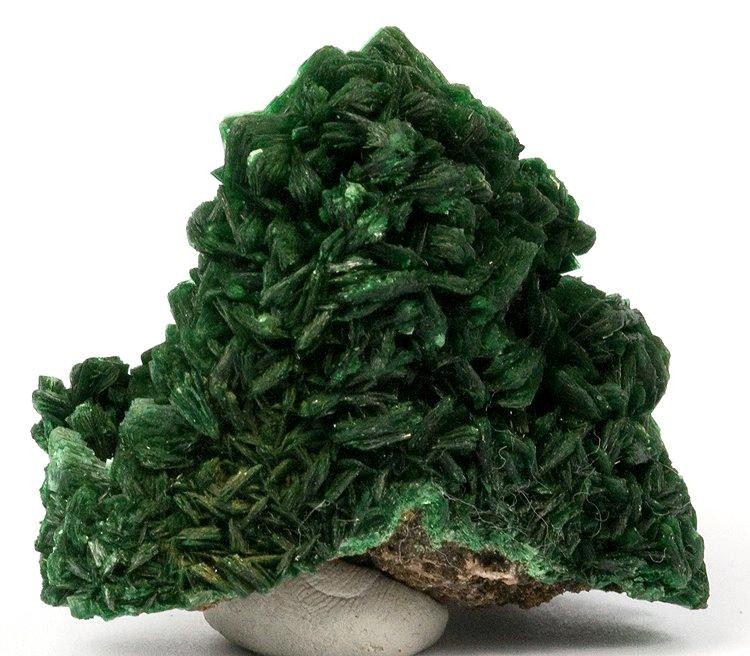
Torbernite